# 霞海城隍
霞海城隍，是中國福建省泉州府同安縣下店鄉（今厦門市集美區後溪鎮後溪村）民自行奉祀的守護神、陰間司法神--城隍。「霞海」是「海內」的別稱。
其配祀有城隍夫人，八司官，文武判官，范謝將軍，八將等等。比較特殊的是，台北大稻埕的霞海城隍廟，側殿旁祀於1853年頂下郊拚械鬥中，為了保護城隍神像喪生的卅八位同安鄉勇神位，並以義勇公稱呼之。因為大稻埕的發展，霞海城隍，雖非官方奉祀的城隍信仰，但也成為臺灣香火最盛的城隍爺信仰之一。